# George Barstow
George Lewis Barstow (* 20. Mai 1874; † 29. Januar 1966) war ein britischer Staatsbeamter und Geschäftsmann.

## Leben und Tätigkeit
Barstow wurde am Clifton College und am Emmanuel College der Universität Cambridge ausgebildet. Anschließend trat er in den Staatsdienst ein: 1896 wurde er dem Local government Board zugeteilt. 1898 kam er ins Schatzamt, dem britischen Finanzministerium, in dem er 1909 zum leitenden Beamten ernannt wurde.
Von 1919 bis 1927 war Barstow Controller of Supply Services im Schatzamt. Anschließend wurde er zum Vertreter der britischen Regierung im Rang eines Direktors bei der Anglo-Persian Oil Company ernannt. In dieser Stellung verblieb er bis 1946. Daneben gehörte Barstow seit 1928 dem Aufsichtsrat der Prudential Assurance Company an, zuerst als stellvertretender Vorsitzender und dann (von 1941 bis 1953) als Vorsitzender. 
Barstow war verheiratet und hatte zwei Söhne, von denen einer im Krieg umkam.
Von den Polizeiorgane des nationalsozialistischen Deutschlands wurde Barstow aufgrund seiner Rolle im britischen Wirtschaftsleben Ende der 1930er Jahre als wichtige Zielperson eingestuft: Im Frühjahr 1940 setzte das Reichssicherheitshauptamt in Berlin ihn deshalb auf die Sonderfahndungsliste G.B., ein Verzeichnis von Personen, die im Falle einer erfolgreichen deutschen Invasion Großbritanniens durch die Sonderkommandos der SS-Einsatzgruppen mit besonderer Priorität ausfindig gemacht und verhaftet werden sollten.